# حي جنوب (الجيزة)
حي جنوب الجيزة هو الحي الأقدم في مدينة الجيزة بل ويطلق عليه مباشرة الجيزة، حيث تقع فيه منطقة الجيزة الممتدة من ساحل الغلال أو شارع البحر الأعظم وحتى ميدان الجيزة. يضم عدة مناطق أخرى يطلق عليها ضواحي الجيزة.

## منطقة الجيزة
أو كما تسمى الجيزة القديمة وهي التي تحدث عنها ابن بطوطة في رحلته في جزء خاص عن ما يسمى مدينة الجيزة السعيدة وأهم شوارعها شارع البحر الأعظم وشارع النيل وشارع مراد وشارع المحطة وبها محطة قطار محافظة الجيزة التي تعد أولى بوابات خط الصعيد.
ومن أهم ميادينها ميدان الجيزة الذي يعد من أكثر مناطق الجيزة ازدحاما وهو المعبر إلى حي الهرم من جهة وحي الدقي والمهندسين وإمبابة من جهة أخرى.

## أهم معالم المنطقة
- فيلا الشاعرأحمد شوقي
- مكتبة مصر العامة
- منزل السفير التركي
- مسجد أمير الجيوش وهو من أقدم المساجد في المنطقة
- سوق الغلال أو كما يسميه أهل المنطقة «الرقعة» وهو مكان لبيع الحبوب والبقول
- محطة مترو الجيزة ومحكمة الجيزة
- القرية الفرعونية في شارع البحر الاعظم
- مسجد الاستقامة، خرجت منه جموع المصلين يوم 28 يناير، جمعة الغضب
- نادي الجيزة الرياضي